# Elezioni politiche in Italia del 1909
Le elezioni politiche in Italia del 1909 si sono svolte il 7 marzo (1º turno) e il 14 marzo (ballottaggi) 1909.

## Risultati
| Partito                            | Partito                              | Risultati | Risultati | Risultati | Seggi | Seggi |
| Partito                            | Partito                              | Voti      | %         | ±         | Num   | ±     |
| ---------------------------------- | ------------------------------------ | --------- | --------- | --------- | ----- | ----- |
|                                    | Ministeriali                         | 995 290   | 54,03     | n.d.      | 336   | n.d.  |
|                                    | Partito Radicale Italiano            | 181 242   | 9,84      | n.d.      | 45    | n.d.  |
|                                    | Partito Socialista Italiano          | 347 615   | 18,87     | n.d.      | 41    | n.d.  |
|                                    | Opposizione costituzionale           | 108 029   | 5,86      | n.d.      | 36    | n.d.  |
|                                    | Partito Repubblicano Italiano        | 81 461    | 4,42      | n.d.      | 24    | n.d.  |
|                                    | Unione Elettorale Cattolica Italiana | 73 015    | 3,96      | n.d.      | 16    | n.d.  |
|                                    | Costituzionali indipendenti          | 41 213    | 2,24      | n.d.      | 10    | n.d.  |
|                                    | Voti dispersi                        | 14 322    | 0,78      | n.d.      | 0     | n.d.  |
|                                    |                                      |           |           |           |       |       |
| Iscritti                           | Iscritti                             | 2 930 473 | 100,00    |           |       |       |
| ↳ Votanti (% su iscritti)          | ↳ Votanti (% su iscritti)            | 1 903 687 | 64,96     | n.d.      |       |       |
| ↳ Voti validi (% su votanti)       | ↳ Voti validi (% su votanti)         | 1 842 187 | 96,77     |           |       |       |
| ↳ Schede non valide (% su votanti) | ↳ Schede non valide (% su votanti)   | 61 500    | 3,23      |           |       |       |
| ↳ Astenuti (% su iscritti)         | ↳ Astenuti (% su iscritti)           | 1 026 786 | 35,04     |           |       |       |

I dati sono tratti dalla pubblicazione ufficiale ISTAT e da un'analisi dei risultati per i singoli partiti pubblicata da Alessandro Schiavi nel 1909.